# Keilberg (Bessenbach)
Keilberg ist ein Gemeindeteil der Gemeinde Bessenbach im unterfränkischen Landkreis Aschaffenburg in Bayern. Bekannte Erzeugnisse sind die Achsen der Sauer Achsen-Fabrik (SAF-HOLLAND GmbH), der zweitgrößten in Europa.

## Geographie
Das Pfarrdorf liegt im Vorspessart, 15 Kilometer von Aschaffenburg und 65 Kilometer von Frankfurt am Main entfernt. Es liegt direkt am Autobahnanschluss Bessenbach-Waldaschaff der Bundesautobahn 3. Der nächste ICE-Halt ist in Aschaffenburg, der nächste Bahnhof in Hösbach-Bahnhof. Durch den Ort führt die Staatsstraße 2307. Der topographisch höchste Punkt der Dorfgemarkung ist der Gipfel des Salzbuckels südöstlich des Ortes mit 464 m ü. NHN, der niedrigste liegt an der Aschaff östlich von Hösbach-Bahnhof auf 151 m ü. NHN.

### Nachbargemarkungen
Folgende Gemarkungen grenzen an das Ortsgebiet von Keilberg:
|                 | Sailauf                                     | Laufach und Forst Hain im Spessart (gemeindefreies Gebiet)  |
| Winzenhohl      | Kompassrose, die auf Nachbargemeinden zeigt | Waldaschaff und Waldaschaffer Forst (gemeindefreies Gebiet) |
| Straßbessenbach | Oberbessenbach                              | Hessenthal                                                  |

## Geschichte
Auf der heutigen Gemarkung von Keilberg befand sich bis ins 17. Jahrhundert der Ort Mittelbessenbach. Er lag nahe der Mündung des Michelbachs in den Bessenbach. Mit dem Ausbau von Keilberg seit 1659 und dem baulichen Zusammenwachsen beider Orte verschwand der Name Mittelbessenbach.
Zu Zeiten des Großherzogtums Frankfurt lag Keilberg auf dem Gebiet der Districtsmairie Schweinheim (der früheren Kurmainzischen Amtsvogtei Schweinheim) im Departement Aschaffenburg und zählte mit den Dörfern Unterbessenbach und Steiger sowie dem Hof Frauengrund mit 87 Feuerstellen 458 Einwohner (Seelen). Maire und Landzöller war Leonhard Hock; seine Adjuncte hießen Johann Hock und Michael Stegmann. Pfarrer war Valentin Braun; Johann Georg Hanzelmann hieß der Kaplan. G. A. Amrhein war der Schullehrer.
Heute gehört auch die 1812 noch selbständige Mairie Weiler mit Waldmichelbach, die damals mit ihren 20 Feuerstellen und 166 Einwohnern auf dem Verwaltungsgebiet der Distriktsmairie Krombach lag, zur Gemarkung Keilberg der Gemeinde Bessenbach. Adjunct war dort 1812 Johann Stegmann. Die Stelle des Maires war nicht besetzt.
Infolge des Pariser Vertrages vom 3. Juni 1814 kamen Keilberg und Weiler am 26. Juni 1814 mit ihren Districtsmairien Schweinheim bzw. Krombach zum Königreich Bayern.  Mit Verfügung vom 1. Oktober 1814 wurde Keilberg dem Verwaltungsgebiet des aus der Districtsmairie Schweinheim entstandenen Landgerichtes zweiter Klasse Aschaffenburg und das Gräflich Schönbornische Weiler mit Waldmichelbach als eigenes Amt dem aus der Districtsmairie Krombach entstandenen Landgericht Krombach zugeteilt, das 1816 in ein Herrschaftsgericht und 1820 in ein Patrimonialgericht umgewandelt wurde, das bis 1848 bestand.
Am 1. Juli 1862 wurde das Bezirksamt Aschaffenburg gebildet, auf dessen Verwaltungsgebiet Keilberg lag. 1939 wurde wie überall im Deutschen Reich die Bezeichnung Landkreis eingeführt. Keilberg war nun eine der 33 Gemeinden im Altkreis Aschaffenburg. Dieser schloss sich am 1. Juli 1972 mit dem Landkreis Alzenau in Unterfranken zum neuen Landkreis Aschaffenburg zusammen.
Am 1. Januar 1972 wurde die Gemeinde Keilberg in die neue Gemeinde Bessenbach eingegliedert.

## Sehenswürdigkeiten

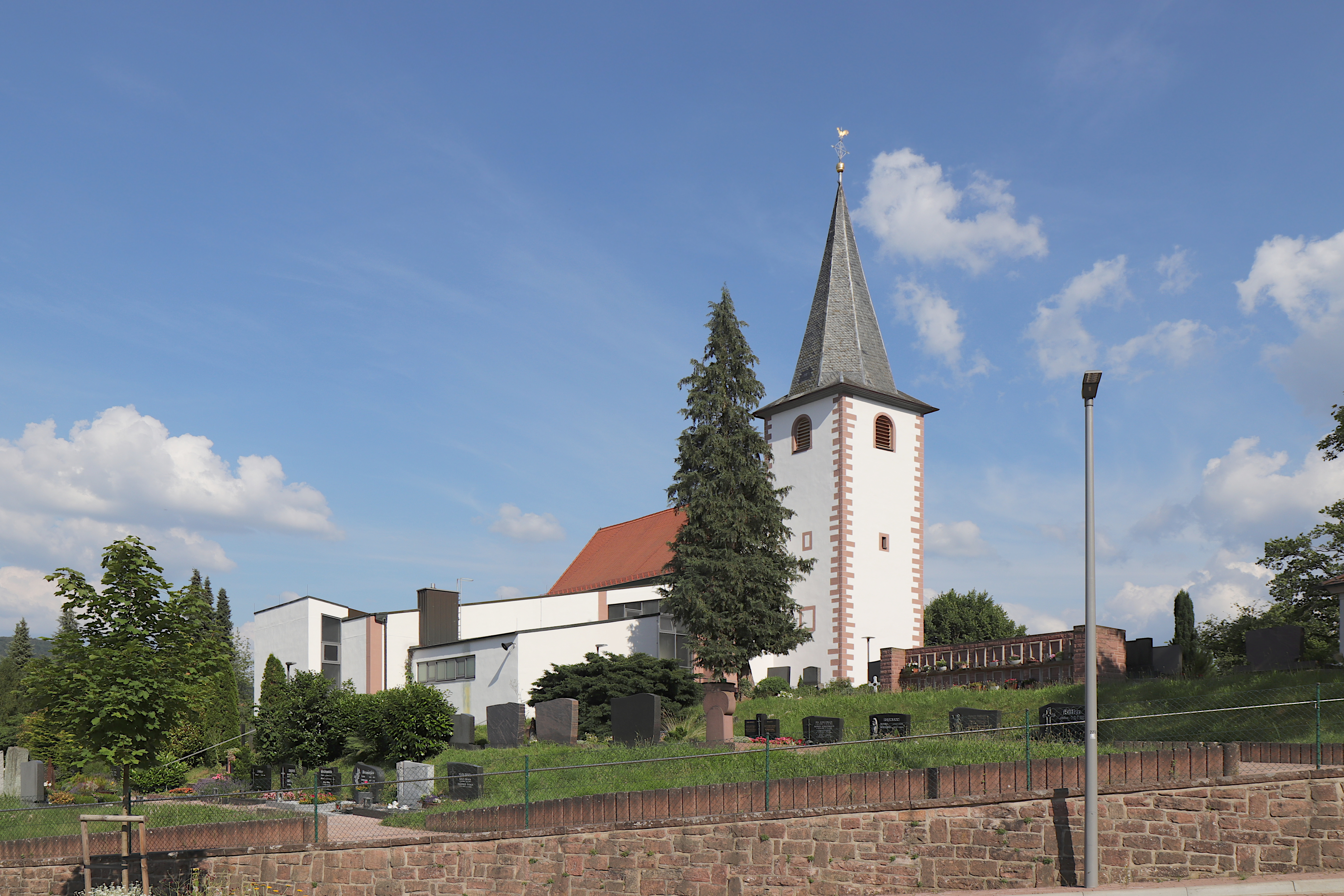
Wehrkirche mit Friedhof in Keilberg

Neben dem historischen Ortskern Schmelzenberg mit seinen typischen verwinkelten Gassen und den typischen Spessarthäusern gibt es die 1772 nach mehreren Vorgängerbauten eingeweihte katholische Wehrkirche St. Georg auf dem Jörgenberg (Jörgen ist eine alte deutsche Form des Namens Georg). Am Fuße des Jörgenberges befindet sich der Pestbildstock von Hans Gerlic und Hans Nawel aus dem Jahre 1625, der Zeit der großen Pestplagen. Dieser stand früher am heutigen Kriegerdenkmal, seit 1910 oberhalb der Treppe zur Kirche und seit 1953 an seinem heutigen Standort unterhalb der Treppe.

## Persönlichkeiten

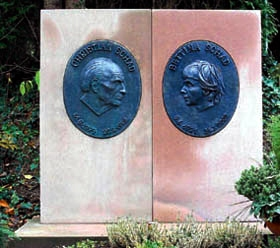
Grabstätte des Ehepaares Schad

Eine der bekanntesten Persönlichkeiten Keilbergs ist der 1982 verstorbene und auf dem Keilberger Friedhof begrabene Maler Christian Schad.

## Vereinsleben
Das kulturelle Leben in Keilberg wird geprägt von der seit 125 Jahren bestehenden Musikkapelle, die die kirchlichen und weltlichen Feste und Veranstaltungen mitgestaltet. Das Orchester des Musikverein Keilberg e. V. ist über die Grenzen der Gemeinde bekannt.
Im Bereich Sport bietet der TSV 1925 Keilberg e. V. verschiedenen Sportarten an, wie z. B. Tischtennis, Leichtathletik, Kinderturnen, Gymnastik. Die meisten Mitglieder sind im Fußball aktiv. Die 1. Mannschaft des TSV spielt derzeit in der Bezirksliga.
Daneben gibt es weitere Vereine: Gesangverein Liedertafel, Automobilsportclub AMSC, Gesellschaftsclubs Knobelclub und Königlich Bayerische, St. Georgsverein, Feuerwehrverein, Brieftaubenverein Heimatliebe, Obst- und Gartenbauverein, Kaninchenzuchtverein.